# Лос-Анджелес Кінгс
«Лос-Анджелес Кінгс» (англ. Los Angeles Kings) — заснована у 1967 професіональна хокейна команда розташована в місті Лос-Анджелес, у штаті Каліфорнія. Команда — член Тихоокеанського дивізіону, Західної конференції, Національної хокейної ліги.
Домашнє поле для «Лос-Анджелес Кінгс» — Стейплс-центр.
Володар Кубка Стенлі 2012 та 2014 років.

## Володарі Кубка Стенлі
| Володар Кубка Стенлі 2012: | Воротарі: Джонатан Берньє, Джонатан Квік Захисники: Дрю Дауті, Девіс Древіске, Метт Грін, Алек Мартінес, Віллі Мітчелл, Роб Скудері, В'ячеслав Войнов Нападники: Дастін Браун (К), Джефф Картер, Кайл Кліффорд, Колін Фрейзер, Сімон Ганьє, Двайт Кінг, Анже Копітар, Андрій Локтіонов, Тревор Льюїс, Джордан Нолан, Дастін Пеннер, Майк Річардс, Бред Річардсон, Джаррет Столл, Кевін Вестгарт, Джастін Вільямс Головний тренер: Дерріл Саттер; Генеральний менеджер: Дін Ломбарді |

| Володар Кубка Стенлі 2014: | Воротарі: Мартін Джонс, Джонатан Квік Захисники: Метт Грін, Джейк Маззін, Дрю Дауті, Войнов В'ячеслав, Алек Мартінес, Віллі Мітчелл, Робін Регір, Джефф Шульц Нападники: Маріан Габорик, Кайл Кліффорд, Джастін Вільямс, Дастін Браун (К), Теннер Пірсон, Тайлер Тоффолі, Двайт Кінг, Майк Річардс, Анже Копітар, Тревор Льюїс, Джаррет Столл, Джордан Нолан, Джефф Картер Головний тренер: Дерріл Саттер Генеральний менеджер: Дін Ломбарді |

## Відомі гравці
- Боб Беррі
- Едді Джоял
- Боб Мердок
- Дейл Дегрей
- Майк Аллісон
- Майк Мерфі
- Метт Равлич
- Майк Баєрс
- Ларрі Кар'єр
- Деріл Еванс
- Річард Клюн
- Пол Фентон
- Джеррі Фолі
- Метт Фреттін
- Скотт Гарленд
- Джон Гібсон
- Ян Вопат